# Мокра справа
«Мокра справа» («Мокрое дело») — радянський телефільм 1980 року, знятий режисером Юрієм Ріверовим на кіностудії «Ленфільм».

## Сюжет
Агітаційний фільм про необхідність дотримання правил дорожнього руху.

## У ролях
- Михайло Боярський — недбайливий водій
- Георгій Штіль — інженер, який приїхав у гості
- Ольга Машна — сусідка з дитиною
- Дмитро Шулькін — водій аварійки

## Знімальна група
- Режисер — Юрій Ріверов
- Сценарист — Андрій Каменський
- Оператор — Сергій Юриздицький
- Художник — А. Ксенофонтова